# Championnats d'Allemagne de VTT
Les championnats d'Allemagne de vélo tout terrain sont des compétitions ouvertes aux coureurs de nationalité allemande.

## Palmarès masculin

### Cross-country
| Année | Or                    | Argent                | Bronze                |
| ----- | --------------------- | --------------------- | --------------------- |
| 1990  | Jürgen Sprich         | Jürgen Eckmann        | Volker Krukenbaum     |
| 1991  | Jürgen Sprich         | Volker Krukenbaum     | Uli Rottler           |
| 1992  | Robert Martin         | Ralph Berner          | Mike Kluge            |
| 1993  | Mike Kluge            | Ralph Berner          | Hartmut Bölts         |
| 1994  | Ralph Berner          | Hartmut Bölts         | Mike Kluge            |
| 1995  | Marc Hanisch          | Carsten Bresser       | Hartmut Bölts         |
| 1996  | Mike Kluge            | Ralph Berner          | Martin Hollerbach     |
| 1997  | Carsten Bresser       | Mike Kluge            | Martin Hollerbach     |
| 1998  | Ralph Berner          | Wolfram Kurschat      | Axel Rein             |
| 1999  | Wolfram Kurschat      | Lado Fumic            | Thomas Hierlwimmer    |
| 2000  | Lado Fumic            | Marc Hanisch          | Carsten Bresser       |
| 2001  | Lado Fumic            | Jochen Käß            | Marc Hanisch          |
| 2002  | Lado Fumic            | Manuel Fumic          | Jochen Käß            |
| 2003  | Lado Fumic            | Carsten Bresser       | Stefan Sahm           |
| 2004  | Lado Fumic            | Wolfram Kurschat      | Stefan Sahm           |
| 2005  | Lado Fumic            | Manuel Fumic          | Wolfram Kurschat      |
| 2006  | Moritz Milatz         | Lado Fumic            | Jochen Käß            |
| 2007  | Wolfram Kurschat      | Manuel Fumic          | Johannes Sickmüller   |
| 2008  | Manuel Fumic          | Moritz Milatz         | Wolfram Kurschat      |
| 2009  | Wolfram Kurschat      | Moritz Milatz         | Jochen Käß            |
| 2010  | Moritz Milatz         | Jochen Käß            | Torsten Marx          |
| 2011  | Moritz Milatz         | Wolfram Kurschat      | Robert Mennen         |
| 2012  | Manuel Fumic          | Jochen Käß            | Robert Mennen         |
| 2013  | Moritz Milatz         | Wolfram Kurschat      | Markus Schulte-Lünzum |
| 2014  | Markus Schulte-Lünzum | Manuel Fumic          | Markus Bauer          |
| 2015  | Manuel Fumic          | Markus Schulte-Lünzum | Moritz Milatz         |
| 2016  | Markus Schulte-Lünzum | Moritz Milatz         | Christian Pfäffle     |
| 2017  | Manuel Fumic          | Simon Stiebjahn       | Georg Egger           |
| 2018  | Manuel Fumic          | Georg Egger           | Ben Zwiehoff          |
| 2019  | Maximilian Brandl     | Ben Zwiehoff          | Markus Schulte-Lünzum |
| 2020  | Maximilian Brandl     | Marcel Meisen         | Manuel Fumic          |
| 2021  | Manuel Fumic          | Niklas Schehl         | Georg Egger           |
| 2022  | Maximilian Brandl     | Luca Schwarzbauer     | Niklas Schehl         |
| 2023  | Maximilian Brandl     | Leon Kaiser           | Georg Egger           |
| 2024  | Luca Schwarzbauer     | David List            | Maximilian Brandl     |

### Cross-country short track
| Année | Or                | Argent            | Bronze            |
| ----- | ----------------- | ----------------- | ----------------- |
| 2022  | Luca Schwarzbauer | Maximilian Brandl | David List        |
| 2023  | Maximilian Brandl | David List        | Leon Kaiser       |
| 2024  | Leon Kaiser       | David List        | Maximilian Brandl |

### Marathon
| Année | Or                | Argent            | Bronze           |
| ----- | ----------------- | ----------------- | ---------------- |
| 2004  | Hannes Genze      | Moritz Milatz     | Andreas Strobel  |
| 2005  | Lado Fumic        | Wolfram Kurschat  | Benjamin Rudiger |
| 2006  | Hannes Genze      | Stefan Sahm       | Thomas Nicke     |
| 2007  | Jochen Käß        | Tim Böhme         | Torsten Marx     |
| 2008  | Karl Platt        | Stefan Sahm       | Hannes Genze     |
| 2009  | Jochen Käß        | Tim Böhme         | Stefan Sahm      |
| 2010  | Jochen Käß        | Moritz Milatz     | Wolfram Kurschat |
| 2011  | Moritz Milatz     | Karl Platt        | Hannes Genze     |
| 2012  | Markus Kaufmann   | Robert Mennen     | Hannes Genze     |
| 2013  | Robert Mennen     | Markus Bauer      | Simon Stiebjahn  |
| 2014  | Tim Böhme         | Markus Kaufmann   | Jochen Käß       |
| 2015  | Karl Platt        | Simon Stiebjahn   | Markus Kaufmann  |
| 2016  | Markus Kaufmann   | Sascha Weber      | Peter Hermann    |
| 2017  | Markus Bauer      | Simon Stiebjahn   | Markus Kaufmann  |
| 2018  | Julian Schelb     | Markus Kaufmann   | Simon Stiebjahn  |
| 2019  | Sascha Weber      | Julian Schelb     | Simon Stiebjahn  |
| 2020  | David List        | Luca Schwarzbauer | Simon Schneller  |
| 2021  | Luca Schwarzbauer | Sascha Weber      | David List       |
| 2022  | Andreas Seewald   | Simon Schneller   | Sascha Weber     |
| 2023  | Andreas Seewald   | Martin Frey       | Simon Stiebjahn  |
| 2024  | Andreas Seewald   | Jakob Hartmann    | Lukas Baum       |

### Cross-country eliminator
| Année | Or                | Argent            | Bronze             |
| ----- | ----------------- | ----------------- | ------------------ |
| 2012  | Simon Gegenheimer | Christian Pfäffle | Andy Eyring        |
| 2013  | Simon Gegenheimer | Christian Pfäffle | Andy Eyring        |
| 2014  | Simon Stiebjahn   | Markus Bauer      | Heiko Gutmann      |
| 2015  | David Horvath     | Simon Stiebjahn   | Felix Klausmann    |
| 2016  | Simon Gegenheimer | David Horvath     | Toni Partheymüller |
| 2017  | Simon Stiebjahn   | David Horvath     | Julian Schelb      |
| 2018  | Simon Gegenheimer | David Horvath     | Julian Schelb      |
| 2019  | Felix Klausmann   | Silas Graf        | Lars Hemmerling    |
| 2023  | Felix Klausmann   | Stephan Maxer     | Marlon Uhl         |
| 2024  | Louis Krauss      | Felix Klausmann   | Nils-Obed Riecker  |

### Cross-country à assistance électrique
| Année | Or           | Argent       | Bronze          |
| ----- | ------------ | ------------ | --------------- |
| 2020  | Jochen Käß   | Sönke Wegner | Sven Baumann    |
| 2023  | Rico Libesch | Heiko Hog    | Hannes Herrmann |

### Descente
| Année | Or                 | Argent             | Bronze             |
| ----- | ------------------ | ------------------ | ------------------ |
| 1993  | Jürgen Sprich      |                    | Wolfgang Ebersbach |
| 1994  | Jürgen Beneke      | Stefan Herrmann    | Peter Stiefl       |
| 1995  | Jürgen Beneke      | Stefan Herrmann    | Wolfgang Groß      |
| 1996  | Jürgen Beneke      |                    |                    |
| 1997  | Marcus Klausmann   |                    |                    |
| 1998  | Marcus Klausmann   | Guido Tschugg      | Stefan Herrmann    |
| 1999  | Marcus Klausmann   | Markus Bast        | Dennis Strathmann  |
| 2000  | Marcus Klausmann   | Markus Bast        | Nathaniel Goiny    |
| 2001  | Stefan Kudella     | Marcus Klausmann   | Frank Schneider    |
| 2002  | Marcus Klausmann   | Frank Schneider    | Stefan Kudella     |
| 2003  | Marcus Klausmann   | Sascha Ehrmann     | Andreas Sieber     |
| 2004  | Marcus Klausmann   | Frank Schneider    | Andreas Sieber     |
| 2005  | Marcus Klausmann   | Andre Wagenknecht  | David Schatzki     |
| 2006  | Marcus Klausmann   | Frank Schneider    | Daniel Schmieder   |
| 2007  | Marcus Klausmann   | Andreas Sieber     | Frank Schneider    |
| 2008  | Andre Wagenknecht  | Andreas Sieber     | Benny Strasser     |
| 2009  | Marcus Klausmann   | Maximilian Bender  | Frank Schneider    |
| 2010  | Marcus Klausmann   | Andreas Sieber     | Joshua Hein        |
| 2011  | Benny Strasser     | Noah Grossmann     | Andre Wagenknecht  |
| 2012  | Johannes Fischbach | Benny Strasser     | Andreas Sieber     |
| 2013  | Marcus Klausmann   | Johannes Fischbach | Christian Textor   |
| 2014  | Johannes Fischbach | Janik Rebmann      | Marcus Klausmann   |
| 2015  | Johannes Fischbach | Jasper Jauch       | Benny Strasser     |
| 2016  | Julius Sauer       | Silas Grandy       | Johannes Fischbach |
| 2017  | Max Hartenstern    | Benny Strasser     | Jasper Jauch       |
| 2018  | Max Hartenstern    | Christian Textor   | Joshua Barth       |
| 2019  | Max Hartenstern    | Joshua Barth       | Till Ulmschneider  |
| 2020  | Max Hartenstern    | Hannes Lehmann     | Nico Lamm          |
| 2021  | Simon Maurer       | Max Hartenstern    | Felix Bauer        |
| 2022  | Max Hartenstern    | Johannes Fischbach | Erik Irmisch       |
| 2023  | Henri Kiefer       | Max Hartenstern    | Hannes Lehmann     |
| 2024  | Henri Kiefer       | Hannes Lehmann     | Julian Steiner     |

### 4-cross
| Année | Or                 | Argent             | Bronze            |
| ----- | ------------------ | ------------------ | ----------------- |
| 2003  | Sascha Meyenborg   |                    |                   |
| 2004  | Guido Tschugg      | Thomas Schäfer     | Enrico Schaumburg |
| 2005  | Thomas Schäfer     | Johannes Fischbach | Gregor Alf        |
| 2006  | pas organisé       | pas organisé       | pas organisé      |
| 2007  | Johannes Fischbach | Sascha Meyenborg   | Sascha Baier      |
| 2008  | Johannes Fischbach | Guido Tschugg      | Thomas Schäfer    |
| 2009  | pas organisé       | pas organisé       | pas organisé      |
| 2010  | Johannes Fischbach | Aiko Göhler        | Nico Seidel       |
| 2011  | Johannes Fischbach | Klaus Beige        | Guido Tschugg     |
| 2012  | Marko Runst        | Petrik Brückner    | Aiko Göhler       |
| 2013  | Benedikt Last      | Marc Oppermann     | Aiko Göhler       |
| 2015  | Johannes Fischbach | Benedikt Last      | Axel Flakowski    |
| 2014  | Benedikt Last      | Jonas Gauss        | Stefan Scherz     |
| 2016  | Benedikt Last      | Klaus Beige        | Jonas Gauss       |
| 2017  | Benedikt Last      | Jonas Gauss        | Klaus Beige       |
| 2018  | Ingo Kaufmann      | Erik Emmrich       | David Horvath     |
| 2019  | Benedikt Last      | Klaus Beige        | Erik Emmrich      |
| 2023  | Leonard Hermes     | Kevin Kern         | Erik Emmrich      |

### Enduro
| Année | Or                     | Argent                 | Bronze            |
| ----- | ---------------------- | ---------------------- | ----------------- |
| 2014  | André Wagenknecht      |                        |                   |
| 2015  | Fabian Scholz          |                        |                   |
| 2016  | Christian Textor       |                        |                   |
| 2017  | Leonhard Putzenlechner | Christian Textor       | André Kleindienst |
| 2018  | Christian Textor       | Leonhard Putzenlechner | Fabian Heim       |
| 2019  | Christian Textor       | Fabian Heim            | Felix Heine       |
| 2020  | Pas organisé           | Pas organisé           | Pas organisé      |
| 2021  | Christian Textor       | Lauritz Herrmann       | Max Pfeil         |
| 2022  | Christian Textor       | Petrik Kardinar        | Torben Drach      |
| 2023  | Torben Drach           | Christian Textor       | Kevin Lindner     |
| 2024  | Christian Textor       | Torben Drach           | Oskar Flake       |

## Palmarès féminin

### Cross-country
| Année | Or                | Argent             | Bronze             |
| ----- | ----------------- | ------------------ | ------------------ |
| 1990  | Susi Buchwieser   | Regina Stiefl      | Maria Knust        |
| 1991  | Regina Stiefl     | Susi Buchwieser    | Vera Wasmuth       |
| 1992  | Susi Buchwieser   | Regina Stiefl      | Anja Mozes         |
| 1993  | Regina Stiefl     | Bettina Weßling    | Hedda Zu Putlitz   |
| 1994  | Maria Knust       | Regina Marunde     | Susanne Alfes      |
| 1995  | Hanka Kupfernagel | Nora Rösch         | Susanne Alfes      |
| 1996  | Regina Marunde    | Maria Knust        | Hedda Zu Putlitz   |
| 1997  | Regina Marunde    | Nora Rösch         | Hedda Zu Putlitz   |
| 1998  | Hedda Zu Putlitz  | Sabine Spitz       | Helga Weiss        |
| 1999  | Hedda Zu Putlitz  | Helga Weiss        | Sabine Spitz       |
| 2000  | Hedda Zu Putlitz  | Regina Marunde     | Sabine Spitz       |
| 2001  | Sabine Spitz      | Katrin Schwing     | Helga Weiss        |
| 2002  | Sabine Spitz      | Katrin Schwing     | Regina Marunde     |
| 2003  | Sabine Spitz      | Nina Wrobel        | Sandra Klose       |
| 2004  | Sabine Spitz      | Ivonne Kraft       | Sandra Klose       |
| 2005  | Sabine Spitz      | Nina Wrobel        | Ivonne Kraft       |
| 2006  | Sabine Spitz      | Nina Wrobel        | Hanka Kupfernagel  |
| 2007  | Hanka Kupfernagel | Sabine Spitz       | Nina Wrobel        |
| 2008  | Sabine Spitz      | Ivonne Kraft       | Adelheid Morath    |
| 2009  | Sabine Spitz      | Adelheid Morath    | Hanna Klein        |
| 2010  | Sabine Spitz      | Anja Gradl         | Hanna Klein        |
| 2011  | Sabine Spitz      | Elisabeth Brandau  | Adelheid Morath    |
| 2012  | Sabine Spitz      | Adelheid Morath    | Silke Schmidt      |
| 2013  | Sabine Spitz      | Elisabeth Brandau  | Silke Schmidt      |
| 2014  | Adelheid Morath   | Sabine Spitz       | Helen Grobert      |
| 2015  | Helen Grobert     | Hanna Klein        | Adelheid Morath    |
| 2016  | Sabine Spitz      | Helen Grobert      | Elisabeth Brandau  |
| 2017  | Sabine Spitz      | Helen Grobert      | Adelheid Morath    |
| 2018  | Elisabeth Brandau | Adelheid Morath    | Nadine Rieder      |
| 2019  | Elisabeth Brandau | Antonia Daubermann | Adelheid Morath    |
| 2020  | Elisabeth Brandau | Nadine Rieder      | Antonia Daubermann |
| 2021  | Leonie Daubermann | Ronja Eibl         | Nina Benz          |
| 2022  | Leonie Daubermann | Lia Schrievers     | Nadine Rieder      |
| 2023  | Leonie Daubermann | Lia Schrievers     | Ronja Eibl         |
| 2024  | Lia Schrievers    | Ronja Eibl         | Nina Benz          |

### Cross-country short track
| Année | Or                | Argent         | Bronze         |
| ----- | ----------------- | -------------- | -------------- |
| 2022  | Leonie Daubermann | Finja Lipp     | Nadine Rieder  |
| 2023  | Leonie Daubermann | Sina van Thiel | Lia Schrievers |
| 2024  | Lia Schrievers    | Kira Böhm      | Ronja Eibl     |

### Marathon
| Année | Or                | Argent               | Bronze               |
| ----- | ----------------- | -------------------- | -------------------- |
| 2004  | Sabine Spitz      | Alexandra Rosenstiel | Katrin Helmcke       |
| 2005  | Sabine Spitz      | Nina Wrobel          | Adelheid Morath      |
| 2006  | Nina Wrobel       | Sabine Spitz         | Adelheid Morath      |
| 2007  | Katrin Schwing    | Adelheid Morath      | Kerstin Brachtendorf |
| 2008  | Elisabeth Brandau | Adelheid Morath      | Anja Gradl           |
| 2009  | Adelheid Morath   | Barbara Kaltenhauser | Ivonne Kraft         |
| 2010  | Sabine Spitz      | Birgit Söllner       | Ivonne Kraft         |
| 2011  | Elisabeth Brandau | Mailin Franke        | Nina Gäßler          |
| 2012  | Elisabeth Brandau | Silke Schmidt        | Birgit Söllner       |
| 2013  | Silke Schmidt     | Sabine Spitz         | Elisabeth Brandau    |
| 2014  | Silke Schmidt     | Hanna Klein          | Katrin Schwing       |
| 2015  | Sabine Spitz      | Silke Schmidt        | Elisabeth Brandau    |
| 2016  | Silke Schmidt     | Stefanie Dohrn       | Bettina Janas        |
| 2017  | Silke Ulrich      | Elisabeth Brandau    | Stefanie Dohrn       |
| 2018  | Sabine Spitz      | Silke Ulrich         | Kim Anika Ames       |
| 2019  | Janine Schneider  | Nadine Rieder        | Sabine Spitz         |
| 2020  | Nadine Rieder     | Leonie Daubermann    | Laura Philipp        |
| 2021  | Nadine Rieder     | Luisa Daubermann     | Franziska Koch       |
| 2022  | Adelheid Morath   | Sina van Thiel       | Vanessa Schmidt      |
| 2023  | Tanja Priller     | Bettina Janas        | Svenja Betz          |
| 2024  | Leonie Daubermann | Lia Schrievers       | Luisa Daubermann     |

### Cross-country eliminator
| Année | Or                | Argent            | Bronze             |
| ----- | ----------------- | ----------------- | ------------------ |
| 2012  | Elisabeth Brandau | Veronika Brüchle  | Helen Grobert      |
| 2013  | Veronika Brüchle  | Saskia Hauser     | Nadine Rieder      |
| 2014  | Sabine Spitz      | Lena Putz         | Nadine Rieder      |
| 2015  | Nadine Rieder     | Majlen Müller     | Hannah Grobert     |
| 2016  | Nadine Rieder     | Lena Putz         | Lena Wehrle        |
| 2017  | Clara Brehm       | Lena Putz         | Susann Frey        |
| 2018  | Lia Schrievers    | Marion Fromberger | Nadine Rieder      |
| 2019  | Lia Schrievers    | Nadine Rieder     | Kim Ames           |
| 2023  | Marion Fromberger | Lia Schrievers    | Lina Huber         |
| 2024  | Marion Fromberger | Jana Lohrmann     | Antonia Daubermann |

### Cross-country à assistance électrique
| Année | Or               | Argent             | Bronze           |
| ----- | ---------------- | ------------------ | ---------------- |
| 2020  | Alina Bähr       | Janina Baumann     | Ariane Blaschzyk |
| 2023  | Sofia Wiedenroth | Antonia Daubermann | Karla Ruh        |

### Descente
| Année | Or                      | Argent                | Bronze                  |
| ----- | ----------------------- | --------------------- | ----------------------- |
| 1993  | Hedda zu Putlitz        | Regina Marunde        | Viola Borgmeier         |
| 1994  | Regina Stiefl           | Laura Burckhard       | Petra Winterhalder      |
| 1995  | Regina Stiefl           | Britta Kobes          | Tanja Nehme             |
| 1998  | Regina Stiefl           | Maren Jüllich         | Petra Winterhalder      |
| 1999  | Maren Jüllich           | Petra Winterhalder    | Regina Stiefl           |
| 2000  | Britta Kobes            | Maren Jüllich         | Christiane Rumpf        |
| 2001  | Christiane Rumpf        | Sonja Granzow         | Anja Jerenko            |
| 2002  | Sonja Granzow           | Christiane Rumpf      | Anja Jerenko            |
| 2003  | Antje Kramer            | Christiane Rumpf      | Sonja Granzow           |
| 2004  | Antje Kramer            | Christiane Rumpf      | Isabell Weiß            |
| 2005  | Antje Kramer            | Luise Siegfried       | Christiane Rumpf        |
| 2006  | Antje Kramer            | Harriet Rücknagel     | Regine Ullrich          |
| 2007  | Antje Kramer            | Harriet Rücknagel     | Sandra Rübesam          |
| 2008  | Antje Kramer            | Harriet Rücknagel     | Sandra Rübesam          |
| 2009  | Antje Kramer            | Harriet Rücknagel     | Nicole Beege            |
| 2010  | Harriet Rücknagel       | Sandra Rübesam        | Nicole Beege            |
| 2011  | Harriet Rücknagel       | Nicole Beege          | Sandra Rübesam          |
| 2012  | Harriet Rücknagel       | Nicole Beege          | Sandra Rübesam          |
| 2013  | Harriet Rücknagel       | Kim Schwemmer         | Sandra Rübesam          |
| 2014  | Harriet Rücknagel       | Nicole Beege          | Steffi Marth            |
| 2015  | Sandra Rübesam          | Maria Franke          | Katrin Karkhof          |
| 2016  | Sandra Rübesam          | Kim Schwemmer         | Harriet Rücknagel       |
| 2017  | Raphaela Richter        | Sandra Rübesam        | Nina Charlotte Hoffmann |
| 2018  | Nina Charlotte Hoffmann | Raphaela Richter      | Sandra Rübesam          |
| 2019  | Raphaela Richter        | Sandra Rübesam        | Katrin Stohr            |
| 2020  | Nina Hoffmann           | Sandra Rübesam        | Justine Welzel          |
| 2021  | Nina Hoffmann           | Justine Welzel        | Maxi Kuchling           |
| 2022  | Nina Hoffmann           | Anna-Charlotte German | Justine Welzel          |
| 2023  | Nina Hoffmann           | Justine Welzel        | Anna-Charlotte German   |
| 2024  | Raphaela Richter        | Helen Weber           | Hanna Blochberger       |

### 4-cross
| Année     | Or               | Argent             | Bronze              |
| --------- | ---------------- | ------------------ | ------------------- |
| 2007      | Sonja Granzow    | Laura Brethauer    | Stephanie Teltscher |
| 2008      | Steffi Marth     | Laura Brethauer    | Sonja Granzow       |
| 2009      | pas organisé     | pas organisé       | pas organisé        |
| 2010      | Steffi Marth     | Laura Brethauer    | Dana Elena Schweika |
| 2011      | Steffi Marth     | Laura Brethauer    | Anna Börschig       |
| 2012      | Steffi Marth     | Laura Brethauer    | Anna Börschig       |
| 2013      | Laura Brethauer  | Tanja Hendrysiak   | Anna Börschig       |
| 2014      | Laura Brethauer  | Lisa Schaub        | Julia Lackas        |
| 2015      | Katrin Karkhof   | Julia Lackas       | Jessica Schmulbach  |
| 2016      | Franziska Meyer  | Jessica Schmulbach | Katrin Karkhof      |
| 2017      | Franziska Meyer  | Jessica Schmulbach | Amelia Mauz         |
| 2018      | Steffi Marth     | Franziska Meyer    | Raphaela Richter    |
| 2019      | Raphaela Richter | Laura Küderle      | Nicol Schwadke      |
| 2020-2022 | pas organisé     | pas organisé       | pas organisé        |
| 2023      | Jessica Benz     | Elena Schnele      | Laura Kern          |

### Enduro
| Année | Or               | Argent           | Bronze           |
| ----- | ---------------- | ---------------- | ---------------- |
| 2014  | Ines Thoma       | Sofia Wiedenroth | Raphaela Richter |
| 2015  | Franziska Meyer  | Ines Thoma       | Chiara Eberle    |
| 2016  | Raphaela Richter | Sandra Rübesam   | Veronika Brüchle |
| 2017  | Raphaela Richter | Ines Thoma       | Veronika Brüchle |
| 2018  | Raphaela Richter | Sofia Wiedenroth | Veronika Brüchle |
| 2019  | Raphaela Richter | Ines Thoma       | Sofia Wiedenroth |
| 2020  | pas organisé     | pas organisé     | pas organisé     |
| 2021  | Raphaela Richter | Nina Hoffmann    | Tanja Naber      |
| 2022  | Raphaela Richter | Helen Weber      | Sofia Wiedenroth |
| 2023  | Raphaela Richter | Helen Weber      | Veronika Sepp    |
| 2024  | Raphaela Richter | Helen Weber      | Laura Zeitschel  |